# Степанова пам'ятка
«Степанова пам'ятка» (рос. «Степанова памятка») — російський радянський фільм-казка режисера Костянтина Єршова. Екранізація уральських оповідей П. П. Бажова «Малахітова скринька», «Кам'яна квітка», «Мідної гори господиня», «Гірничий майстер» та ін.

## Зміст
Степан краще всіх розбирався в мінералах і гірських породах. Чарівний світ підземних порід перед ним відкрила сама господиня Мідної гори. Та його захоплення виявилося фатальним. Після смерті Степана його донька за заповітом батька продовжує справу і вирушає дивитися знамениту малахітову кімнату.

## Ролі
- Лариса Чикурова
- Геннадій Єгоров
- Ірина Губанова
- Наталія Андрейченко
- Ігор Костолевський
- Лев Круглий
- Віктор Чекмарьов
- Ігор Єфімов
- Михайло Светін
- Борис Аракелов
- Аркадій Трусов
- Микола Кузьмін